# Foreste pluviali montane della Cordigliera Centrale
Le Foreste pluviali montane della Cordigliera Centrale sono una ecoregione terrestre della ecozona australasiana appartenente al bioma delle Foreste pluviali di latifoglie tropicali e subtropicali (codice ecoregione: AA0105) che si sviluppa per circa 172.000 km2 sulla Nuova Guinea.
Lo stato di conservazione è considerato relativamente stabile.

## Territorio
Questa ecoregione è costituita dalle foreste montane che si trovano fra i 1.000 e 3.000 m. di altitudine della catena montuosa della Cordigliera centrale dell'isola della Nuova Guinea sia nella parte indonesiana, che il quella della Papua Nuova Guinea.
L'ecoregione si sviluppa per una lunghezza di circa 1.300 km che va dai monti Weyland all'estremo occidentale dell'istmo di Bird's Neck, fino agli altopiani orientali, comprendendo quindi la catena dei Monti Maoke e quella dei Monti Bismarck. La regione contiene il bacino superiore di tutti i più grandi fiumi della Nuova Guinea: Wapoga-Warenai, Mamberamo, Sepik e Ramu, che sfociano sulla costa settentrionale e Digul, Fly-Strickland  e Purari, che sfociano sulla costa meridionale.
Le zone montagnose della Cordigliera al di sopra dei 3.000 m., che comprendono le principali cime della regione, incluso il Puncak Jaya (4.884 m.) che è il monte più alto dell'intera Oceania, fanno parte della regione denominata Praterie subalpine della Catena Centrale (AA1002). Viceversa le foreste pluviali che si trovano al di sotto dei 1.000 m., sia sul versante nord, che su quello sud, fanno parte delle ecoregioni chiamate rispettivamente Foreste pluviali montane della Nuova Guinea settentrionale (AA0116) e Foreste pluviali della Nuova Guinea sud-orientale (AA0120).
Il clima degli altopiani è umido e tropicale. Le precipitazioni superano i 2500 mm all'anno nella maggior parte degli altopiani e possono superare i 7000 mm all'anno nelle aree più umide. Le temperature medie sono di 18º C negli altopiani, generalmente in calo con l'altitudine. Le gelate sono rare al di sotto dei 2800 metri di altitudine.
La geologia di superficie della Cordigliera Centrale è composta da rocce ignee metamorfiche e intrusive. Le rocce metamorfiche erano sedimenti oceanici del Cretaceo (100 milioni di anni fa) ed Eocene (40 milioni di anni fa) che si sono piegati tra l'Eocene e l'inizio del Miocene (20 milioni di anni fa).

## Flora

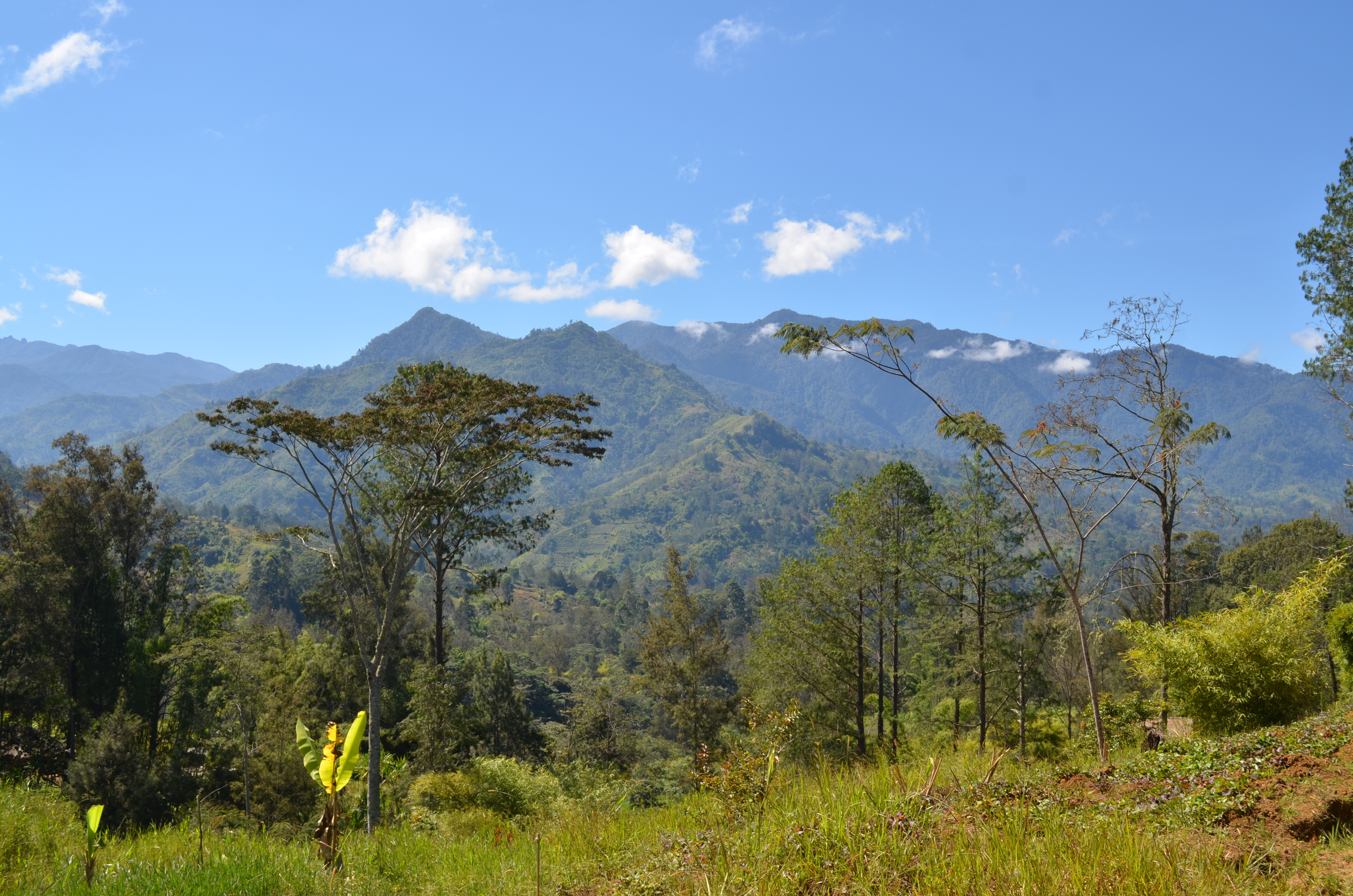
Altopiani di Papua Nuova Guinea, 2010

Nell'ecoregione si distinguono tre zone di vegetazione: foresta montana inferiore, foresta montana superiore e foresta di alta montagna.
La foresta montana inferiore si estende dalla zona di transizione della foresta posta a circa 1000 metri, fino a 2500 metri. Questa zona è caratterizzata da alberi della famiglia dei faggi tra cui Castanopsis acuminatissima e specie di lithocarpus, elaeocarpi e allori. Le conifere Araucaria cunninghamii var. papuana e Araucaria hunsteinii possono formare fitti boschi in alcune zone più basse.
La foresta montana superiore si trova tra i 1500 e i 2500 m. ed è caratterizzata da varie specie sempreverdi di faggio australe (Nothofagus), sia in boschi misti con alberi di altre specie sia in boschi puri, in particolare sulle creste e sui pendii superiori. Muschi e altre epifite ricoprono gli alberi. 
La regione ha la più grande diversità di specie del sottogenere Nothfagus Brassospora.
La foresta di alta montagna inizia a circa 2500 metri di altitudine e si estende fino alla linea degli alberi, tipicamente a 3000 metri, ma che in alcuni punti arriva fino a 3900 m nell'ecoregione delle praterie subalpine. La foresta di alta montagna, povera di specie, comprende le conifere, specie di Podocarpus, Dacrycarpus, Dacridium, Papuacedrus, Araucaria e Libocedrus, insieme alle latifoglie della famiglia delle Myrtaceae. La foresta di alta montagna ha generalmente una chioma sottile, più bassa delle foreste montane superiori, e un sottobosco spesso.

## Fauna

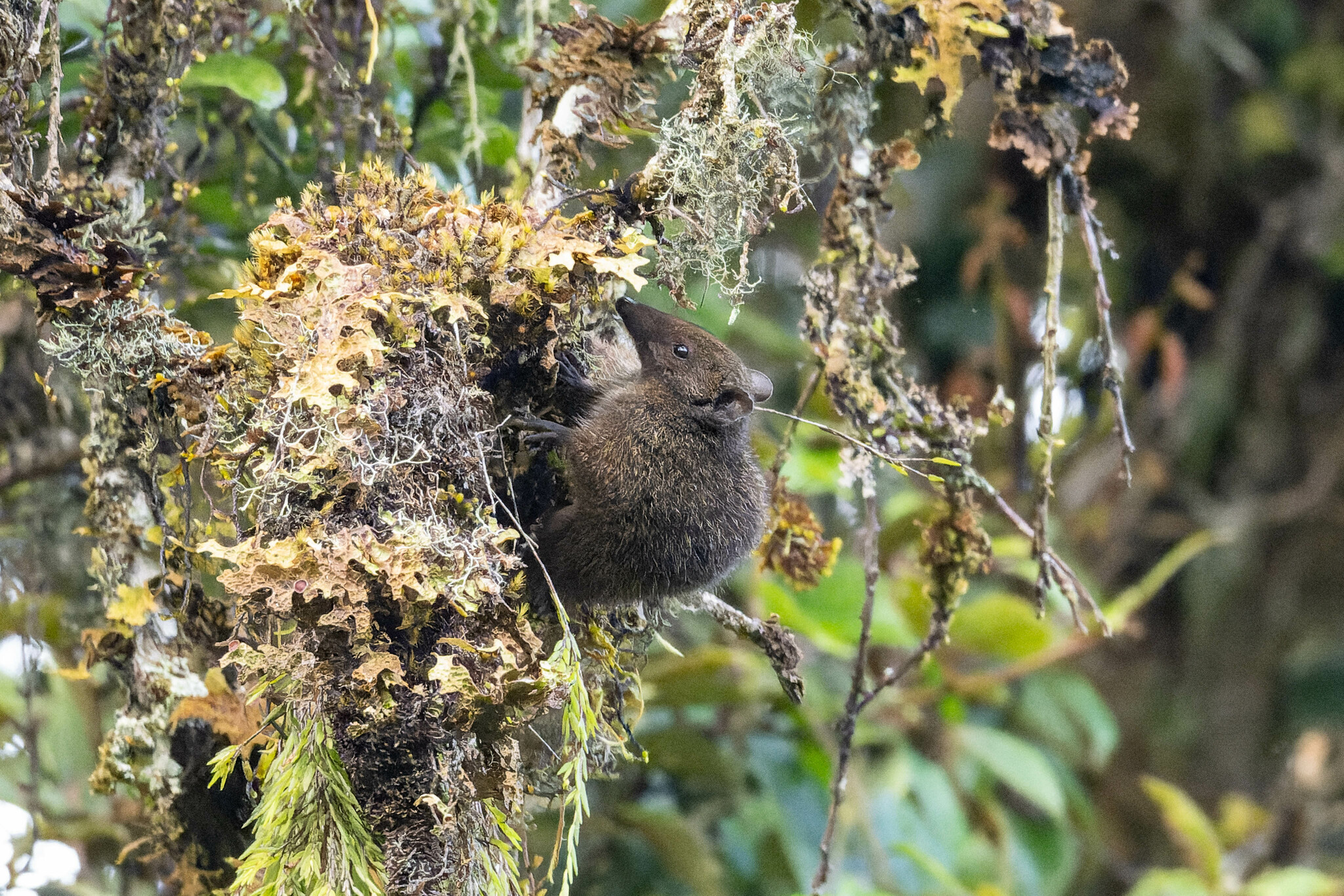
Neophascogale lorentzii, Enga, Papua Nuova Guinea, 2024

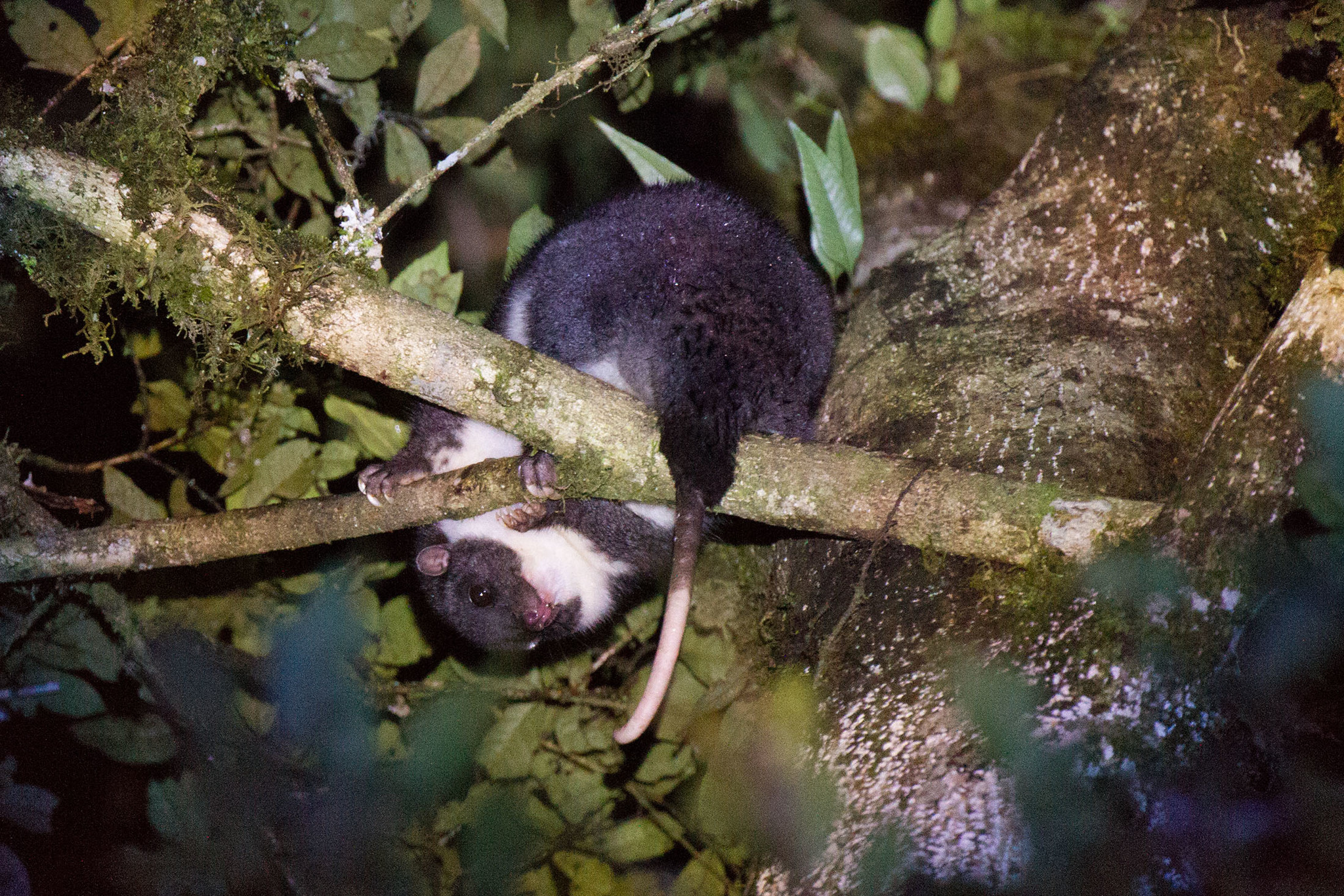
Cusco di Stein, Nuova Guinea Occidentale, 2017

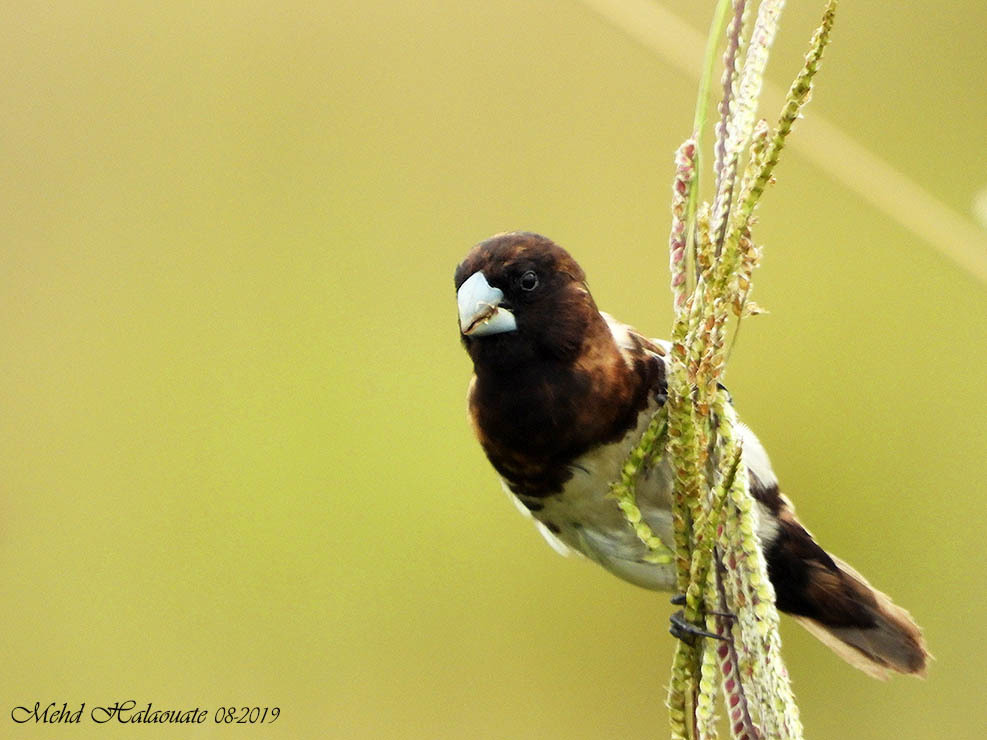
Lonchura teerinki, Papua, 2019

La ricchezza complessiva di questa ecoregione è notevole e varia da moderata ad alta. L'ecoregione contiene alcune delle più alte ricchezze di erpetofauna e alcuni dei più alti endemismi per mammiferi e uccelli.
L'ecoregione ospita 90 specie di mammiferi, tra cui marsupiali, muridi e pipistrelli. Ci sono 44 specie specie endemiche o quasi endemiche i cui areali si estendono nelle ecoregioni vicine.
Una serie di marsupiali tropicali australiani sono originari dell'ecoregione, compresi i canguri arboricoli. I marsupiali endemici includono:
- dasiuro maculato (Neophascogale lorentzii);
- opossum striato dalla coda grande  (Dactylopsila megalura) ;
- cusco di Stein (Phalanger vestitus);
- cusco di Telefomin (Phalanger matanim);
- opossum dalla coda ad anelli di Weyland (Pseudochirulus caroli);
- opossum coda ad anello pigmeo (Pseudocheirus mayeri).

I pipistrelli endemici sono tre:
- pipistrello Telefomin (Hipposideros corynophyllus),
- pipistrello dalla coda a guaina della Nuova Guinea (Emballonura furax),
- pipistrello dalle orecchie lunghe e dai denti piccoli (Nyctophilus microdon).

Tra i muridi endemici figurano: 
- ratto d'acqua a pelo corto (Paraleptomys wilhelmina),
- ratto d'acqua di montagna (Hydromys habbema),
- ratto dai denti piccoli minori (Macruromys elegans),
- ratto a mosaico dal ventre rosso (Protochromys fellowsi),
- ratto dalla coda a mosaico degli altopiani (Mammelomys lanosus),
- topo selvatico dai denti bianchi (Brassomys albidens),
- ratto di Giluwe (Rattus giluwensis),
- topo arboricolo di Champion (Pogonomys championi).

L'avifauna dell'ecoregione ha caratteristiche australasiatiche e include diversi rappresentanti di famiglie australasiatiche fra cui Paradisaeidae, Ptilonorhynchidae, Eopsaltridae, e Meliphagidae.L'ecoregione ospita 348 specie di uccelli, di cui 55 sono endemiche o quasi endemiche. Questa ecoregione forma, insieme allecoregione delle Praterie subalpine della Catena Centrale, l'Endemic Bird Area (EBA) delle Montagne di Papua centrale. Questa EBA contiene cinquantatré specie di uccelli a raggio limitato, otto delle quali si trovano nelle praterie subalpine adiacenti della Central Range, tredici delle quali sono condivise con le praterie subalpine adiacenti della Central Range e diciassette delle quali non si trovano in nessun altro luogo sulla Terra. Quattro di queste specie rappresentano generi endemici.

Le specie endemiche della regione sono:
- Androphobus viridis o uccello frustino papua;
- Colluricincla tenebrosa o tordo averla fuligginoso;
- Lonchura montana o donacola delle alture;
- Lonchura teerinki o donacola petto nero;
- Archboldia papuensis o uccello giardiniere di Archbold;
- Paradigalla brevicauda o paradigalla codacorta;
- Pteridophora alberti o uccello del paradiso del re di Sassonia.

Sui Monti Weyland e nel gruppo Hagen-Sepik-Wahgi si trovano due centri di endemismo delle farfalle che includono rispettivamente nove specie endemiche e cinque specie endemiche.

## Conservazione

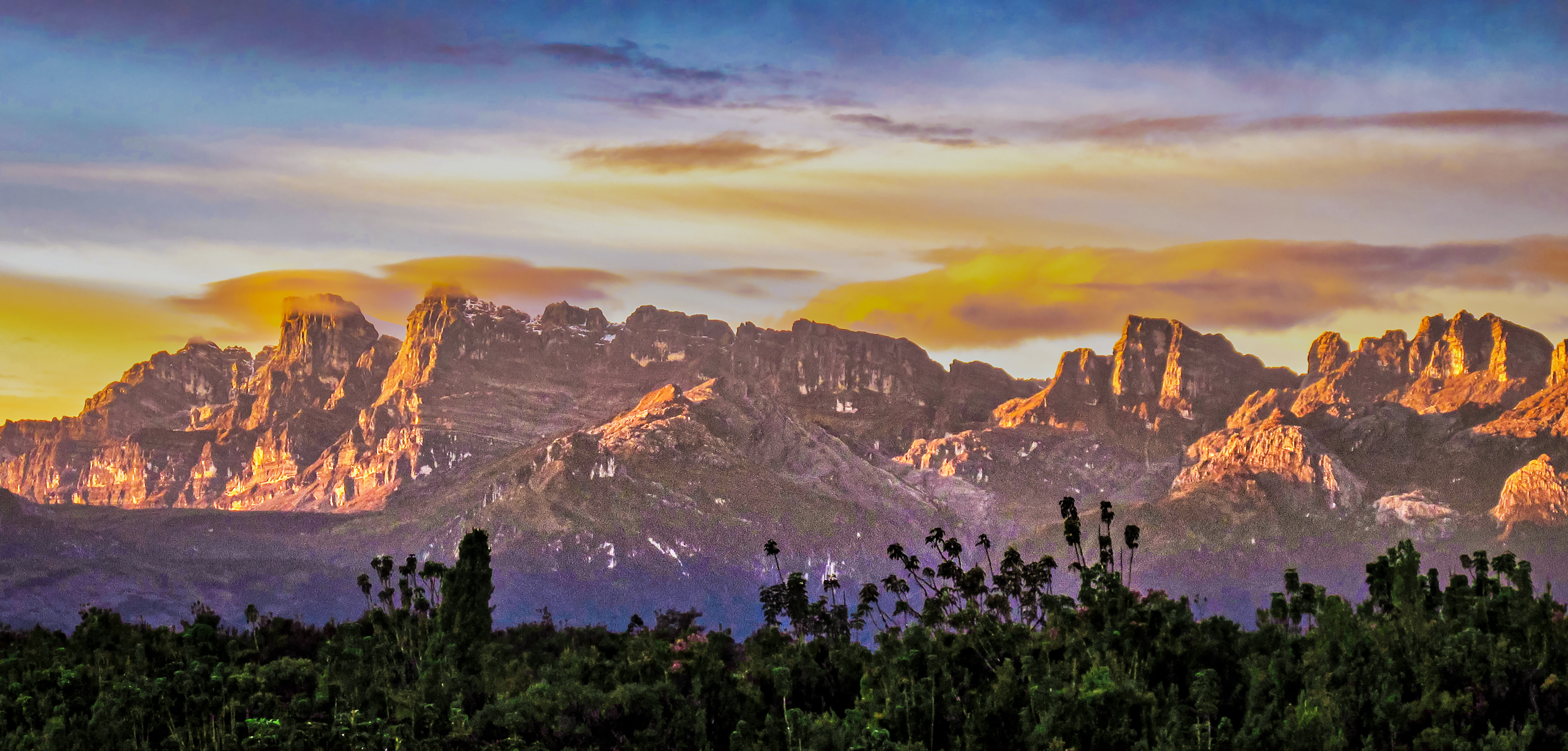
Parco Nazionale di Lorentz

Le foreste pluviali montane sono generalmente indisturbate a causa delle basse densità di popolazione e degli stili di vita tradizionali delle comunità locali. Alcune valli degli altopiani sono densamente popolate e questo ha portato alla deforestazione locale. In questa ecoregione si trova una grande e nota miniera: la miniera di rame e oro di Grasberg, situata ai bordi del Parco nazionale di Lorentz. Si tratta di una grande struttura e la sua posizione in un'area incontaminata ha causato preoccupazione per la sedimentazione e il deflusso tossico nei sistemi fluviali adiacenti.
Lo stato di conservazione della regione è considerato relativamente stabile/intatto.
La maggiore area protetta della regione è il Parco nazionale di Lorentz in Indonesia. Altre aree protette sono:
- Riserva naturale di Enarotali, nella provincia di Papua centrale, in Indonesia;[7]
- Riserva naturale di Pegunungan Wayland, sui monti Weyland, nell'istmo di Bird's Neck, nella Reggenza di Dogiyai (Nuova Guinea Occidentale).[8]
- Riserva naturale di Pegunungan Jayawijaya, nella provincia di Papua[9]
- Riserva faunistica di Mamberamo Foja, nella provincia di Papua;[10]
- Riserva faunistica di Sulamesi, sul monte Bosavi, nella Provincia degli Altopiani del Sud;[11]
- Parco nazionale del monte Wilhelm, nella Provincia di Chimbu.[12]